# Brett Garsed

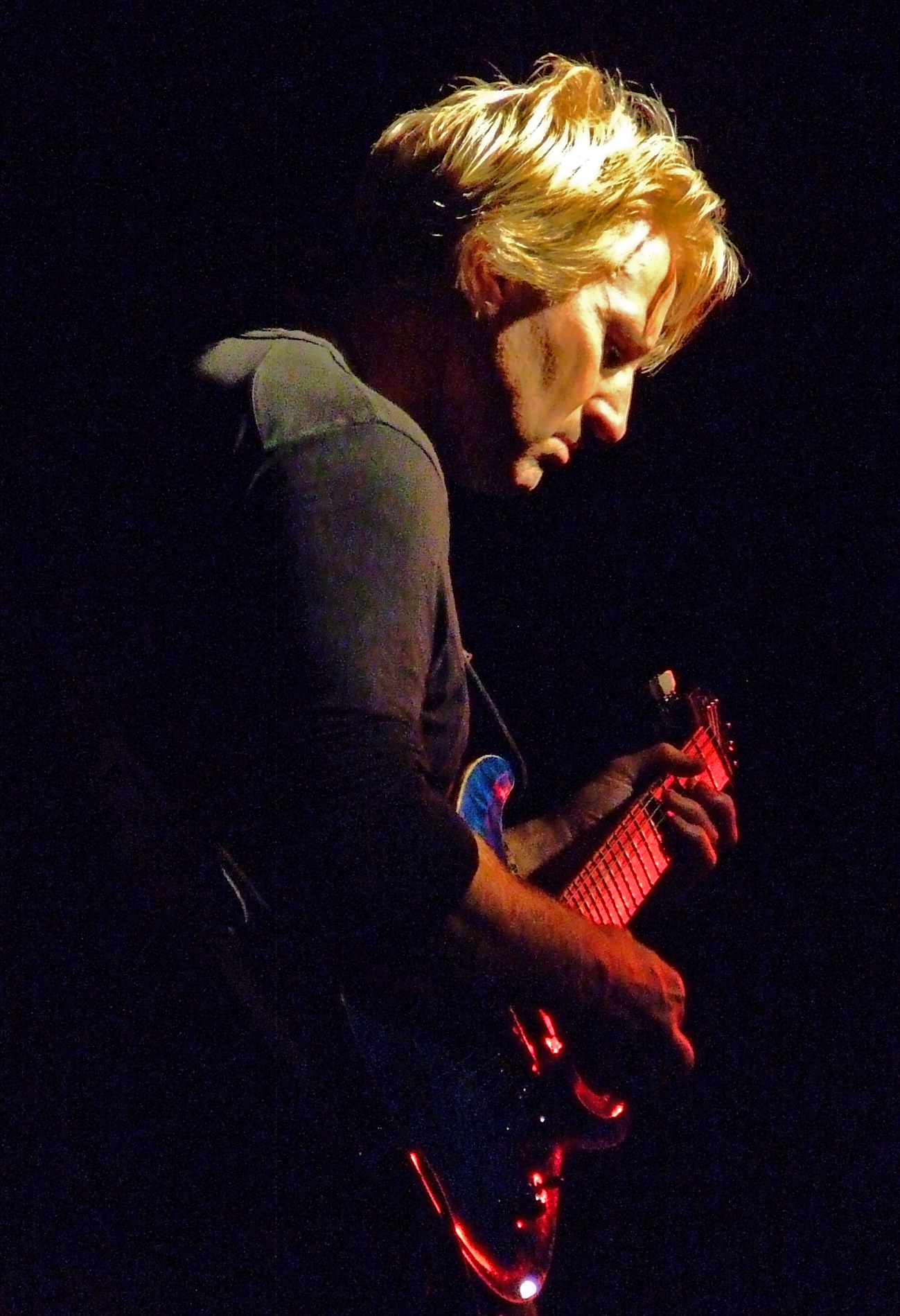
Brett Garsed, 2007

Brett Garsed (* 20. April 1963 in Victoria, Australien) ist ein australischer Fusiongitarrist.

## Biografie
Garsed begann im Alter von 12 Jahren, Gitarre zu spielen. Nach etwa fünf Jahren begann er Unterricht in Klassischer Gitarre zu nehmen, um dadurch seine Fingerpicking-Technik zu verbessern.
Im Jahr 1986 nahm er mit John Farnham das Album Whispering Jack auf, welches zum meistverkauften Album Australiens wurde. Bis 2006 verkauften sich über 1,68 Millionen Exemplare. Es erreichte 24-fachen Platinstatus. Darauf folgten ausverkaufte Konzert-Tournéen durch Australien und Europa.
Ab dem Jahr 1989 spielte er bei der Rockband Nelson. Das Debütalbum After the Rain aus dem Jahr 1991 wurde ebenfalls ein Erfolg und verkaufte sich über 3 Millionen Mal.
Im Laufe seiner Karriere spielte er unter anderem mit folgenden Musikern: T. J. Helmerich, Derek Sherinian, Bobby Rock, Gary Willis und Dennis Chambers.

## Stil und Einflüsse
Zu seinen frühen Haupteinflüssen zählten Ritchie Blackmore, Jeff Beck, Jimmy Page, David Gilmour und Jimi Hendrix. Später gehörten auch Leo Kottke, Rory Gallagher, Allan Holdsworth und Edward Van Halen zu seinen Einflüssen.

## Diskografie

### Solo
- 2002 Big Sky
- 2011 Dark Matter

### Adrian’s Wall
- 1987 Caught In The Web

### John Farnham
- 1986 Whispering Jack
- 1988 Age of Reason
- 1990 Chain Reaction
- 1991 Full House
- 1996 Romeo’s Heart

### Nelson
- 1990 After the Rain
- 1995 Because They Can
- 1997 Imaginator
- 2010 Perfect Storm - After The Rain World Tour 1991

### Garsed/Helmerich
- 1992 Quid Pro Quo
- 1994 Exempt
- 1999 Under the Lash of Gravity
- 2001 Uncle Moe’s Space Ranch
- 2007 Uncle Moe’s Space Ranch, Moe’s Town

### Derek Sherinian/Planet X
- 1999 Planet X
- 2009 Molecular Heinosity
- 2010 Quantum

### The Mark Varney Project
- 1991 Centrifugal Funk

### Bobby Rock
- 1996 Out Of Body